# Anussati
Anussati (en pali; sanskrit: anusmriti) est un terme du bouddhisme qui désigne de nombreux exercices mentaux qui mènent à la méditation. Suivant les traditions, six ou dix sujets sont généralement associés à l'anussati. Anussati signifie littéralement: souvenir.
En voici la liste:
- le Bouddha
- le dharma
- le sangha
- la morale ou sila
- la générosité ou dana
- les dieux ou devas
- la mort
- le corps
- le souffle
- la paix.